# 婆速路
婆速路，金朝时设置的路。
金朝初年置，屬東京路，治所在今辽宁省丹东市东北、叆河西南岸九连城，或说在宽甸满族自治县南浦石河口。辖境西北起千山山脉，东抵长白山，南跨鸭绿江。海陵王天德二年（1150年）九月從統軍司改名為總管府。元朝初年，改置为婆娑府。
規模與大興府的佈置大致相同，其中只有婆速路的同知都總管兼有掌通判府事以及範圍內的軍署，司吏分別為十一個女真人和兩個漢人，設置高麗通事一人，有女真族學校。

## 歷代長官
- 完顏宗秀
- 完顏宗賢
- 完顏阿魯補
- 完顏蒲察
- 完顏謀衍
- 烏延查剌
- 僕散背魯
- 完顏神土懣
- 夾谷石里哥
- 紇石烈桓端
- 完顏阿里不孫
- 烏古論仲溫（贈）
- 溫蒂罕老兒（贈）

## 另見
- 金朝行政区划